# IC 4574
IC 4574 — галактика типу Sa (спіральна галактика) у сузір'ї Північна Корона.
Цей об'єкт міститься в оригінальній редакції індексного каталогу.